# Natale di sangue
(Gabriele D'Annunzio, "Natale di Sangue", Fiume, dicembre 1920)
Con Natale di sangue ci si riferisce agli scontri che ebbero luogo a Fiume intorno al Natale 1920. Esse opposero le truppe del Regio Esercito alle forze militari della autoproclamata Reggenza italiana del Carnaro guidata da Gabriele D'Annunzio e segnarono la fine dell'impresa di Fiume.

## L'antefatto
Con il ritorno al governo in Italia di Giovanni Giolitti, avvenuto nel giugno 1920, l'atteggiamento ufficiale del Regno nei confronti della Reggenza Italiana del Carnaro costituitasi a Fiume nel 1920 si indurì. Il 12 novembre, Italia e Jugoslavia firmarono il Trattato di Rapallo che rendeva Fiume uno Stato indipendente, stabilendo la libera elezione di un'Assemblea costituente fiumana della città stato.

## Il fatto
D'Annunzio rifiutò il Trattato di Rapallo fin dal primo momento e rispose con le armi, inviando i suoi legionari a occupare le isole di Arbe e Veglia, che il trattato destinava alla Jugoslavia. Quando il trattato fu ufficialmente approvato dal parlamento, il generale Enrico Caviglia schierò le sue truppe intorno alla città ed inviò un ultimatum a d'Annunzio: i ribelli dovevano ritirarsi dalla città  e dalle isole ed accettare il trattato. Il poeta rifiutò ogni trattativa, anche quando Caviglia concesse altre 48 ore di tempo per consegnarsi alle autorità e evacuare i civili. Le truppe legionarie si arroccarono intorno alla città, creando una rete di trincee e barricate. Nel pomeriggio della vigilia di Natale, le truppe regolari sferrarono l'attacco.
Gli scontri iniziati il 24 dicembre furono battezzati da d'Annunzio come il Natale di sangue. Dopo la tregua di Natale, la battaglia ricominciò il 26 dicembre. Di fronte alla resistenza dei legionari, che si opponevano con mitragliatrici e granate, anche la Marina ebbe l'ordine di bombardare le posizioni ribelli: le navi da battaglia Andrea Doria e Duilio aprirono il fuoco sui legionari, bombardando anche il palazzo del Governo, sede del comando dannunziano. Il bombardamento proseguì fino al 29 dicembre e provocò morti e feriti anche tra la popolazione civile.
Il 28 dicembre d'Annunzio riunì il Consiglio della Reggenza e decise di intavolare le trattative con gli esponenti dell'esercito regolare. Rassegnò le proprie dimissioni con una lettera consegnata a Giovanni Host-Venturi e al sindaco Riccardo Gigante.
Il 31 dicembre 1920, d'Annunzio firmò la resa che portò alla costituzione dello "Stato libero di Fiume". Della delegazione di ufficiali incaricati di trattare la resa del “Vate” faceva parte anche Pietro Micheletti, reduce della prima guerra mondiale. Nel gennaio 1921 i legionari cominciarono a lasciare la città su vagoni ferroviari predisposti dall'esercito. D'Annunzio partì il 18 gennaio, trasferendosi a Venezia.
Alla fine si contarono diverse vittime, fra cui ventidue legionari, diciassette soldati italiani e cinque civili. I legionari uccisi nella sola città di Fiume, furono: P. Mentrasti, F. Zorzetti, G. Wacassovich, C. Piccin, A. Censi, L. Annibale, G. Cattaneo, G. Crosara, G. Filippi e O. Pontoni. Gli altri caddero a Veglia ed altre località.
Numerosi furono i feriti. Tra i feriti di Fiume, furono Giuseppe Rotondo, A. Melchiorri, M. Sanguinetti, Mario Balzarini, S. Castellana, G. Schinigoi e P. Pierella.
Le truppe italiane entrarono a Fiume nel gennaio successivo.

## L'epilogo
Le reazioni suscitate nel Paese portarono ad elezioni anticipate dopo soli cinque mesi, che si tennero nel maggio 1921, con le quali Giolitti non fu più presidente del consiglio.
L'elezione dell'Assemblea costituente a Fiume diede agli autonomisti il 65% dei voti; quindi l'8 ottobre 1921 fu composto un governo presieduto da Riccardo Zanella, che tuttavia non fu in grado di porre fine alla contesa.
Un tentativo di presa del potere da parte di nazionalisti italiani venne represso dall'intervento del competente questore reale italiano e una breve occupazione da parte di fascisti locali, nel marzo del 1922, finì con una terza occupazione militare italiana.
Sette mesi dopo a Roma Mussolini diventava capo del governo. L'Italia si avviava verso il regime fascista: il 3 novembre gli squadristi occuparono la città senza scontrarsi con i militari italiani.
Un periodo di tensione diplomatica si chiuse con il Trattato di Roma (27 gennaio 1924), che assegnò Fiume all'Italia e Sussak alla Jugoslavia, stabilendo il confine sul fiume Eneo.
La formale annessione italiana, avvenuta il 16 marzo 1924, inaugurò 20 anni di governo italiano della provincia del Carnaro, seguiti da venti mesi di occupazione militare tedesca.

## I morti fiumani

### Militari
| Grado             | Nome                  | Unità                                   | Luogo di morte                |
| ----------------- | --------------------- | --------------------------------------- | ----------------------------- |
| Capitano          | Mario Cirese          | Comandante 50° cp Alpini Edolo          | Fiume (vicino al silurificio) |
| Tenente           | Italo Conci           | Legione "Fiumana"                       | Fiume                         |
| Sottotenente      | Mario Asso            | Battaglione Ufficiali                   | Fiume                         |
| Sottotenente      | Carlo Arturo Caviglia | Reggimento Genio                        | Fiume                         |
| Sergente maggiore | Giovanni Crosara      | I Squadrone Automitragliatrici Blindate | Fiume                         |
| Sergente          | G. Giovanni Cattaneo  | VIII Battaglione Bersaglieri Ciclisti   | Fiume                         |
| Sergente          | Arturo Del Baldo      | 54° Autodrappello                       | Fiume                         |
| Sergente          | Nicola Delli Carri    | I Squadrone Automitragliatrici Blindate | Fiume                         |
| Sergente          | Antonio Gottardo      | Battaglione Granatieri                  | Fiume                         |
| Sergente          | Aldo Pomarici         | Compagnia Arditi "d'Annunzio"           | Fiume                         |
| Sergente          | Santo Spaccapeli      | Compagnia Arditi "d'Annunzio"           | Fiume                         |
| Sergente          | Gaetano Troia         | I Squadrone Automitragliatrici Blindate | Fiume                         |
| Caporale          | Lorenzo Macchi        | Compagnia Arditi "d'Annunzio"           | Fiume                         |
| Soldato           | Luigi Annibali        | VIII Battaglione Bersaglieri Ciclisti   | Fiume                         |
| Soldato           | Lanfranco Baleani     | VIII Reparto d'Assalto                  | Fiume                         |
| Soldato           | Giuseppe Braga        | V Squadrone "Piemonte Reale"            | Fiume                         |
| Soldato           | Giovanni Colombo      | VIII Battaglione Bersaglieri Ciclisti   | Fiume                         |
| Soldato           | Mario De Mei          | VIII Reparto d'Assalto                  | Fiume                         |
| Soldato           | Federico Francucci    | I Squadrone Automitragliatrici Blindate | Fiume                         |
| Soldato           | Primo Groppi          | VIII Reparto d'Assalto                  | Fiume                         |
| Soldato           | Arturo Pileggi        | Legione "Bianca - San Michele"          | Fiume                         |
| Marinaio          | Desiderato Rolfini    | Regio Caccia Torpediniere "Espero"      | Fiume                         |
| Soldato           | Benvenuto Spessa      | Compagnia Arditi "d'Annunzio"           | Fiume                         |
| Soldato           | Ferruccio Mentrasti   |                                         | Veglia                        |
| Soldato           | Cesare Zorzetti       |                                         | Veglia                        |

### Civili
| Nome               | Età     | Indirizzo                 | Luogo di morte |
| ------------------ | ------- | ------------------------- | -------------- |
| Alpalice Almadi    | 12 anni | Viale Santa Entrada, 6    | Fiume          |
| Antonio Bernetich  |         | Via San Nicolò, 290       | Fiume          |
| Antonia Copetti    | 36 anni | Viale Santa Entrada, 90   | Fiume          |
| Vittorio Maurovich |         | Via San Nicolò-Zamet, 311 | Fiume          |
| Antonio Kucich     | 39 anni | Plasse Scurigne, 20       | Fiume          |